# Pilosella billyana
Pilosella billyana là một loài thực vật có hoa trong họ Cúc. Loài này được (de Retz) Mateo miêu tả khoa học đầu tiên năm 1990.